# 青森空港有料道路
青森空港有料道路（あおもりくうこうゆうりょうどうろ）は、青森県青森市大谷の青森空港にアクセスする有料道路。青森県道路公社が管理する。県道27号の一区間である。

## 概要
- 起点：青森県青森市大字大谷字山ノ内
- 終点：青森市大字大谷字小谷
- 総延長：1.74 km
- 車線数：2車線
- 設計速度：50 km/h
- 事業費：61億円
- 料金徴収期間：1987年（昭和62年）7月19日 - 2027年（令和9年）7月18日（40年間）[1]

## 通行料金
- 通行料金：普通車210円、大型I 330円、大型II 750円、軽自動車150円、軽車両等20円(平成26年4月1日以降一部改定[2])。
- 青森空港有料道路を利用すると青森空港駐車場の料金が割引される他、基本料金は無料となる。ただし、どちらの場合も有人のブースを通る事が条件となり、入場時には駐車場利用当日の空港有料道路のレシート提示が必要となる。（駐車場入口に案内書きがある）

## 沿革
- 1987年（昭和62年）
  - 7月19日 - 青森県道路公社が管理する有料道路として一部供用開始。
  - 9月21日 - 全線供用。
- 2010年（平成22年）1月20日 - 青森県有料道路経営改革推進会議が、本道路の有料期限内の債務完済が困難であるとの見通しを報告[3]。
- 2017年（平成29年）
  - 2月20日 - 青森県が、本道路の料金徴収期間を10年延長する事を決定[1]。
  - 7月19日 - この日から、2023年（令和5年）[4]3月31日まで、現金で通行料を支払った車(但し、軽車両扱いとなる125cc以下の自動二輪車と自転車は適用外)に対し、復路の通行料が100円となるクーポン券を発行する（クーポン券の有効期間は令和5年3月31日まで）[5][6]。

## その他
- 22時から6時[7]までは料金徴収を行わないため、有料区間も無料で通行可能。
- 青森市街方面から浪岡方面、青森空港ターミナルへ向かう場合、料金所手前を右折し大谷方面に迂回すると料金を払わずに通過できる。（合法）
- 浪岡方面から青森市街方面に至る場合は王余魚沢を経る県道27号の旧道に迂回すれば無料で青森市に行ける（有料道路区間は通行できない）。
- なお、空港ターミナルより各方面へ走行する場合であれば料金は徴収されない。